# Lögsögumaður

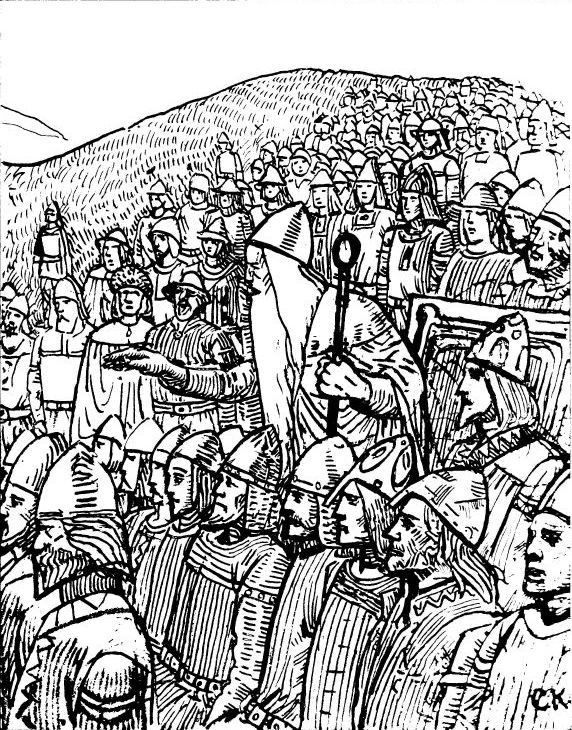
Þorgnýr der Gesetzsprecher demonstriert dem König von Schweden die Macht seines Amtes in Alt-Uppsala, 1018. Er zwingt König Olof Skötkonung nicht nur dazu den Frieden mit seinem Feind, dem norwegischen König Olav II. Haraldsson zu akzeptieren, sondern auch ihm seine Tochter zur Heirat freizustellen. (Illustration by C. Krogh).

Der Lögsögumaður war der Gesetzessprecher im alten Island.
Seine Aufgabe war es, jährlich ein Drittel der Gesetze zu rezitieren. Dazu stand er auf dem Gesetzesfelsen (Lögberg) in der Allmännerschlucht (Almannagjá). Durch die besondere Akustik in der Schlucht konnte man ihn weithin hören. Er war kein Richter. Jedoch leitete er die alljährlichen Alþingstreffen in Þingvellir. Dieses Amt wurde 930 bei der Gründung des Alþings eingeführt. Der Gesetzessprecher wurde für eine Amtszeit von drei Jahren gewählt.

## Schweden
In Schweden war dieses Amt das wichtigste der Regionalregierungen, wobei jede lagsaga (in der Regel gleichbedeutend mit der traditionellen Provinz) unter die Zuständigkeit eines Gesetzessprechers fiel, der dem Gesetzessprecher von Tiundaland unterstellt war. Der Gesetzessprecher führte den Vorsitz, fungierte als Richter und formulierte die Gesetze, die das Volk beschlossen hatte. Der Gesetzessprecher war verpflichtet, das Gesetz auswendig zu lernen und es bei der Sache vorzutragen. Er war auch für die Verwaltung auf dem Thing und für die Ausführung der Beschlüsse verantwortlich, und es war seine Pflicht, die Rechte und Freiheiten des Volkes zu schützen und in ihrem Namen vor dem König oder seinem Vertreter zu sprechen. Es war der Gesetzgeber, der im Namen des Volkes den gewählten König anerkannte, wenn er die Eriksgata weitergab. Nach der Einführung der Provinzgesetze um 1350 nahm er jedoch mit zwölf Gefährten aus seinem Zuständigkeitsbereich am Stein von Mora teil.
Nach dem westgotischen Gesetz wurde der Gesetzessprecher von den Böndern der Provinz aus ihrer Mitte auf Lebenszeit ernannt; außerdem war festgelegt, dass sein Vater ebenfalls ein Landbesitzer gewesen sein musste. Das Amt war nicht erblich, aber er wurde gewöhnlich aus den mächtigeren Familien ausgewählt.
Der erste namentlich genannte schwedische Gesetzgeber ist, wenn der Text korrekt ist, der Lum, der in einem von Laurentius Dyakn, einem Priester in Vidhem, in den 1320er Jahren kopierten Register der Gesetzgeber von Västergötland aufgeführt ist; er muss um das Jahr 1000 gelebt haben. Der erste schwedische Gesetzgeber, über den wir wesentliche biografische Informationen haben, ist Eskil (ca. 1175–1227), der siebzehnte in Laurentius’. Ab der Mitte des 13. Jahrhunderts wurden die Gesetzgeber enger mit dem König verbunden, und es war üblich, dass die Gesetzgeber Mitglieder des königlichen Rates waren. König Magnus Eriksson beschloss, dass der König Einfluss auf die Ernennung der Gesetzessprecher nehmen sollte. Sechs Adlige und sechs Freibauern sollten in Absprache mit zwei Geistlichen drei Männer aus der Gerichtsbarkeit ernennen, unter denen der König denjenigen auswählte, den er für am geeignetsten hielt. Dieses Verfahren blieb bis zum 16. Jahrhundert in Kraft, als das gesamte Auswahlverfahren dem König übertragen wurde.
Von da an kamen die Gesetzessprecher nur noch aus dem Adel, und es war zu einer Pension geworden, bei der ein Mitglied des schwedischen Geheimen Rates ausgewählt wurde und ein Gehalt erhielt, die Arbeit aber von anderen Personen erledigt wurde. Dieses Privileg wurde im Zuge der Reduktion von 1680 abgeschafft, woraufhin die Gesetzgeber verpflichtet wurden, die Arbeit selbst zu erledigen, und die Ernennung der Mitglieder des Geheimen Rates wurde kontrolliert. Dennoch blieb die Ernennung bis 1723 auf Adelige beschränkt.
Bis dahin hatte sich die Funktion des Amtes auf die eines Richters beschränkt, eine Funktion, die mit der Zeit ebenfalls an Bedeutung verlor. Im Jahr 1849 wurde das Amt abgeschafft, aber der Titel blieb gelegentlich als Ehrentitel für Gouverneure in Gebrauch.
1947 wurde der Titel lagman (pl. lagmän) für höhere Richter, d. h. für die Vorsitzenden der Kammern der Berufungsgerichte, wieder eingeführt. Seit der Reform von 1969 sind die Präsidenten der Bezirksgerichte (tingsrätter) lagmän, während die Präsidenten der Abteilungen der Berufungsgerichte hovrättslagmän („Sprecher des Berufungsgerichts“) sind. Dementsprechend tragen die Vorsitzenden der Bezirksverwaltungsgerichte (förvaltningsrätter) ebenfalls den Titel lagman und die Vorsitzenden der Abteilungen der Berufungsverwaltungsgerichte sind kammarrättslagmän („Rechtsprechungsbeauftragte des Berufungsgerichts“).

## Finnland
Da Finnland bis 1809 gänzlich dem schwedischen Recht unterlag, waren die Vorgänge dieselben wie in Schweden. Die Ämter des lagman wurden jedoch abgeschafft, und der lagman wurde erst 1868 zu einem Ehrentitel (zu dieser Zeit wurden Gesetze auch in finnischer Sprache veröffentlicht und somit auch der Begriff laamanni offiziell). Mit der Reform von 1993 wurden laamanni und lagman als Titel des obersten Richters eines Bezirksgerichts oder eines leitenden Richters in einem Berufungsgericht wiedereingeführt.

## Norwegen
In Norwegen blieben die Gesetzessprecher Rechtsberater, bis König Sverre I. von Norwegen (1184–1202) sie zu seinen Beamten machte. In den Gesetzen von Magnus VI. von Norwegen (1263–1280) erhielten sie das Recht, als Richter zu fungieren und den Vorsitz an den lagtings (den norwegischen Obergerichten) zu führen. Moderne Historiker betrachten die Gesetzessprecher in der Antike (vor allem vor 1600), von denen es im ganzen Königreich 10–12 gab, als Teil des Adels. Im 14. und 15. Jahrhundert wurden sie in der Regel aus dem bestehenden Hochadel rekrutiert, wobei einige von ihnen den Rang eines Ritters, den höchsten Adelsrang im Königreich, innehatten. Auch im 16. Jahrhundert rekrutierten sie sich in der Regel aus dem bestehenden Adel, wenn auch häufiger aus dem niederen Adel. Die Rechtsprecher erhielten Lehnsgüter. So wurde beispielsweise das Lehen Marker traditionell vom Gesetzessprecher von Oslo gehalten. Auch bei offiziellen Anlässen wurden sie dem Adel gleichgestellt.
Die historischen Lagen und das Amt des Gesetzessprechers wurden 1797 abgeschafft, aber der Titel wurde 1887 zusammen mit der Einführung des Geschworenensystems wieder eingeführt.

## Island
In Island wurde das Amt im Jahr 930 eingeführt, als das Althing gegründet wurde. Er wurde für drei Jahre gewählt. Neben seiner Funktion als Präsident des Althings beschränkten sich seine Aufgaben auf die Beratung und die Verlesung des Gesetzes. Es war das einzige Regierungsamt des mittelalterlichen isländischen Staatswesens. Der Gesetzessprecher wurde für eine Amtszeit von drei Jahren gewählt und sollte auf dem Althing das Gesetz verkünden, und zwar jeden Sommer ein Drittel davon. Tatsächlich wurde Grímr Svertingssons Amtszeit verkürzt, und zwar nicht wegen Unfähigkeit oder Krankheit, sondern weil seine Stimme für diese Aufgabe zu schwach war. Abgesehen von seiner Funktion als Gesetzgeber und Vorsitzender des Gerichts hatte der lǫgsǫgumaðr keine formellen Befugnisse, aber er wurde oft als Schlichter in den häufig auftretenden Streitigkeiten eingesetzt. Das Amt blieb in der Übergangszeit nach 1262 noch einige Jahre bestehen, dann wurde es durch einen lǫgmaðr ersetzt. Die Gründung des Althing wird traditionell auf das Jahr 930 datiert, wobei Úlfljótr als Gründerfigur und ursprünglicher Verfasser der Gesetze genannt wird. Nach der Vereinigung mit Norwegen im Jahr 1264 wurden zwei königliche Gesetzessprecher ernannt, die einen wichtigen Einfluss auf die Rechtsprozesse im Ding hatten. Das Amt wurde zusammen mit dem Althing im Jahr 1800 abgeschafft.